# Liste der Staatsoberhäupter
Die Liste der Staatsoberhäupter ist gegliedert in:
- Liste der Staatsoberhäupter nach Jahren
- Liste der Staatsoberhäupter nach Amtszeiten
- Liste weiblicher Staatsoberhäupter und Regierungschefs
- Liste getöteter Staatsoberhäupter

Liste der Staatsoberhäupter der UN-Mitgliedsländer (Stand 2016):
- Afghanistans: Liste der Staatsoberhäupter Afghanistans
- Ägypten: Liste der Präsidenten von Ägypten
- Albanien: Liste der Staatsoberhäupter Albaniens
- Algerien: Liste der Staatsoberhäupter von Algerien
- Andorra: Liste der Bischöfe von Urgell und Liste der französischen Kofürsten von Andorra
- Angola: Liste der Staatsoberhäupter von Angola
- Antigua und Barbuda: siehe: Liste der britischen Monarchen
- Äquatorialguinea: Liste der Staatsoberhäupter von Äquatorialguinea
- Argentinien: Liste der Präsidenten von Argentinien
- Armenien: Liste der Staatsoberhäupter von Armenien
- Aserbaidschan: Liste der Staatsoberhäupter von Aserbaidschan
- Äthiopien: Liste der Staatsoberhäupter Äthiopiens seit 1974
- Australien: siehe: Liste der britischen Monarchen
- Bahamas: siehe: Liste der britischen Monarchen
- Bahrain: Liste der Emire von Bahrain
- Bangladesch: Liste der Staatspräsidenten Bangladeschs
- Barbados: siehe: Liste der britischen Monarchen
- Belarus: Liste der Präsidenten von Belarus
- Belgien: Liste der Herrscher von Belgien
- Belize: siehe: Liste der britischen Monarchen
- Benin: Liste der Präsidenten von Benin
- Bhutan: Liste der Herrscher von Bhutan
- Bolivien: Liste der Präsidenten Boliviens
- Bosnien und Herzegowina: Liste der Vorsitzenden des Staatspräsidiums von Bosnien und Herzegowina
- Botswana: Liste der Präsidenten von Botswana
- Brasilien: Liste der Staatsoberhäupter Brasiliens
- Brunei: Liste der Sultane von Brunei
- Bulgarien: Liste der Staatsoberhäupter von Bulgarien
- Burkina Faso: Liste der Präsidenten von Burkina Faso
- Burundi: Liste der Präsidenten von Burundi
- Chile: Liste der Präsidenten Chiles
- China: Liste der Staatspräsidenten der Volksrepublik China
- Costa Rica: Liste der Präsidenten von Costa Rica
- Dänemark: Liste der Könige Dänemarks
- Deutschland: Bundespräsident (Deutschland)
- Dominica: Liste der Präsidenten von Dominica
- Dominikanische Republik: Liste der Präsidenten der Dominikanischen Republik
- Dschibuti: Liste der Staatsoberhäupter von Dschibuti
- Ecuador: Liste der Präsidenten von Ecuador
- El Salvador: Liste der Präsidenten von El Salvador
- Elfenbeinküste: Liste der Staatsoberhäupter der Elfenbeinküste
- Eritrea: Übergangsregierung Eritreas
- Estland: Liste der Staatsoberhäupter Estlands
- Fidschi: Liste der Staatsoberhäupter von Fidschi
- Finnland: Präsident der Republik Finnland
- Frankreich: Liste der Staatsoberhäupter Frankreichs
- Gabun: Liste der Staatsoberhäupter von Gabun
- Gambia: Liste der Staatsoberhäupter von Gambia
- Georgien: Liste der Staatsoberhäupter Georgiens
- Ghana: Liste der Präsidenten Ghanas
- Grenada: siehe: Liste der britischen Monarchen
- Griechenland: Liste der Staatsoberhäupter von Griechenland
- Guatemala: Liste der Präsidenten von Guatemala
- Guinea: Liste der Präsidenten von Guinea
- Guinea-Bissau: Liste der Staatsoberhäupter von Guinea-Bissau
- Guyana: Liste der Präsidenten von Guyana
- Haiti: Liste der Staatsoberhäupter von Haiti
- Hondura: Liste der Präsidenten von Honduras
- Indien: Liste der Staatspräsidenten Indiens
- Indonesien: Liste der Präsidenten von Indonesien
- Irak: Liste der Staatsoberhäupter des Irak
- Iran: Liste der Herrscher des Iran
- Irland: Präsident von Irland
- Island: Präsident Islands
- Israel: Staatspräsident (Israel)
- Italien: Liste der Staatsoberhäupter Italiens
- Jamaika: siehe: Liste der britischen Monarchen
- Japan: Liste der Tennō
- Jemen: Liste der Staatsoberhäupter des Jemen
- Jordanien: Liste der Herrscher von Jordanien
- Kambodscha: Liste der Staatsoberhäupter von Kambodscha
- Kamerun: Staatspräsident (Kamerun)
- Kanada: siehe: Liste der britischen Monarchen
- Kap Verde: Liste der Präsidenten von Kap Verde
- Kasachstan: Präsident Kasachstans
- Katar: Liste der Emire von Katar
- Kenia: Liste der Präsidenten Kenias
- Kirgisistan: Liste der Präsidenten von Kirgisistan
- Kiribati: Liste der Präsidenten von Kiribati
- Kolumbien: Liste der Präsidenten Kolumbiens
- Komoren: Liste der Staatsoberhäupter der Komoren
- Kongo: Liste der Präsidenten der Demokratischen Republik Kongo
- Kongo: Liste der Staatsoberhäupter der Republik Kongo
- Kroatien: Liste der Präsidenten und Premierminister von Kroatien
- Kuba: Liste der Präsidenten Kubas
- Kuwait: Liste der Emire von Kuwait
- Laos: Liste der Staatsoberhäupter von Laos
- Lesotho: Liste der Paramount Chiefs und Staatsoberhäupter Lesothos
- Lettland: Liste der Präsidenten Lettlands
- Libanon: Liste der Staatsoberhäupter des Libanon
- Liberia: Liste der Präsidenten Liberias
- Libyen: Liste der Staatsoberhäupter von Libyen
- Liechtenstein: Liste der Herrscher von Liechtenstein
- Litauen: Liste der Präsidenten von Litauen
- Luxemburg: Liste der luxemburgischen Herrscher
- Madagaskar: Liste der Staatsoberhäupter von Madagaskar
- Malawi: Liste der Staatsoberhäupter von Malawi
- Malaysia: Yang di-Pertuan Agong
- Malediven: Liste der Staatsoberhäupter der Malediven
- Mali: Liste der Staatsoberhäupter von Mali
- Malta: Liste der Präsidenten von Malta
- Marokko: Liste der Herrscher Marokkos
- Marshallinseln: Liste der Präsidenten der Marshallinseln
- Mauretanien: Liste der Staatsoberhäupter von Mauretanien
- Mauritius: Liste der Staatsoberhäupter von Mauritius
- Mazedonien: Präsident der Republik Mazedonien
- Mexiko: Liste der Staatsoberhäupter Mexikos
- Mikronesien: Liste der Präsidenten von Mikronesien
- Moldau: Liste der Präsidenten der Republik Moldau
- Monaco: Liste der Herrscher von Monaco
- Mongolei: Liste der Staatspräsidenten der Mongolei
- Montenegro: Liste der Präsidenten von Montenegro
- Mosambik: Liste der Präsidenten von Mosambik
- Myanmar: Liste der Staatsoberhäupter Myanmars
- Namibia: Staatspräsident (Namibia)
- Nauru: Präsident Naurus
- Nepal: Liste der Präsidenten von Nepal
- Neuseeland: Liste der neuseeländischen Monarchen, siehe: Liste der britischen Monarchen
- Nicaragua: Liste der Präsidenten von Nicaragua
- Niederlande: Liste der Herrscher der Niederlande
- Niger: Liste der Staatsoberhäupter des Niger
- Nigeria: Liste der Staatsoberhäupter Nigerias
- Nordkorea: Liste der Machthaber Nordkoreas
- Norwegen: Liste der Könige von Norwegen
- Oman: Liste der Herrscher von Oman
- Österreich: Liste der Bundespräsidenten der Republik Österreich
- Osttimor: Präsident (Osttimor)
- Pakistan: Liste der Staatsoberhäupter Pakistans
- Palau: Liste der Präsidenten von Palau
- Panama: Liste der Staatspräsidenten von Panama
- Papua-Neuguinea: siehe: Liste der britischen Monarchen
- Paraguay: Liste der Präsidenten von Paraguay
- Peru: Liste der Staatspräsidenten von Peru
- Philippinen: Präsident der Philippinen
- Polen: Liste der Präsidenten Polens
- Portugal: Liste der Präsidenten Portugals
- Ruanda: Liste der Präsidenten von Ruanda
- Rumänien: Liste der Staatsoberhäupter Rumäniens
- Russland: Präsident Russlands
- Salomonen: siehe: Liste der britischen Monarchen
- Sambia: Liste der Präsidenten Sambias
- Samoa: Liste der Staatsoberhäupter von Samoa
- San Marino: Liste der Capitani Reggenti von San Marino seit 1700
- São Tomé und Príncipe: Liste der Staatsoberhäupter von São Tomé und Príncipe
- Saudi-Arabien: Dynastie der Saud
- Schweden: Liste der Könige von Schweden
- Schweiz: Liste der Schweizer Bundespräsidenten
- Senegal: Liste der Präsidenten des Senegal
- Serbien: Liste der Präsidenten von Serbien (Serbien und Montenegro)
- Seychellen: Liste der Staatsoberhäupter der Seychellen
- Sierra Leone: Liste der Staatsoberhäupter von Sierra Leone
- Simbabwe: Liste der Präsidenten Simbabwes
- Singapur: Liste der Präsidenten von Singapur
- Slowakei: Präsident der Slowakei
- Slowenien: Staatspräsident (Slowenien)
- Somalia: Liste der Präsidenten Somalias
- Spanien: Liste der Staatsoberhäupter von Spanien
- Sri Lanka: Liste der Staatspräsidenten Sri Lankas
- St. Kitts und Nevis: siehe: Liste der britischen Monarchen
- St. Lucia: siehe: Liste der britischen Monarchen
- St. Vincent und die Grenadinen: siehe: Liste der britischen Monarchen
- Südafrika: Liste der Staatsoberhäupter von Südafrika
- Sudan: Liste der Präsidenten des Sudan
- Südkorea: Präsident Südkoreas
- Südsudan: Liste der Staatsoberhäupter des Südsudan
- Suriname: Liste der Präsidenten von Suriname
- Swasiland: Liste der Herrscher Swasilands
- Syrien: Liste der Staatsoberhäupter Syriens
- Tadschikistan: Liste der Staatsoberhäupter von Tadschikistan
- Tansania: Liste der Präsidenten von Tansania
- Thailand: Liste der Könige von Thailand
- Togo: Liste der Präsidenten von Togo
- Tonga: Liste der Könige von Tonga
- Trinidad und Tobago: Liste der Präsidenten von Trinidad und Tobago
- Tschad: Liste der Staatsoberhäupter des Tschad
- Tschechien: Liste der Präsidenten von Tschechien
- Tunesien: Präsident der Tunesischen Republik
- Türkei: Liste der Präsidenten der Türkei
- Turkmenistan: Liste der Präsidenten von Turkmenistan
- Tuvalu: siehe: Liste der britischen Monarchen
- Uganda: Präsident von Uganda
- Ukraine: Liste der Staatsoberhäupter der Ukraine
- Ungarn: Liste der Staatsoberhäupter von Ungarn
- Uruguay: Liste der Präsidenten Uruguays
- Usbekistan: Liste der Staatsoberhäupter von Usbekistan
- Vanuatu: Liste der Präsidenten von Vanuatu
- Venezuela: Liste der Staatspräsidenten von Venezuela
- Vereinigte Arabische Emirate: Liste der Staatsoberhäupter der Vereinigten Arabischen Emirate
- Vereinigte Staaten: Liste der Präsidenten der Vereinigten Staaten
- Vereinigtes Königreich: Liste der britischen Monarchen
- Vietnam: Präsident Vietnams
- Zentralafrikanische Republik: Liste der Staatsoberhäupter der Zentralafrikanischen Republik
- Zypern: Liste der Staatsoberhäupter von Zypern